# Friedrich Harms (Philosoph)

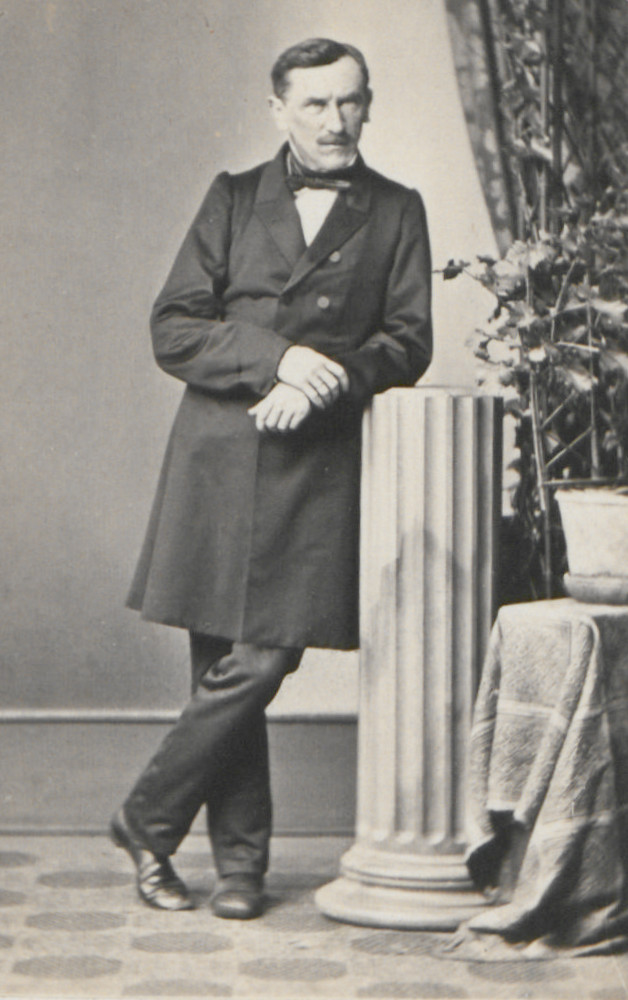
Friedrich Harms, 1861 fotografiert von Johann Martin Graack

Friedrich Harms (* 24. Oktober 1819 in Kiel; † 5. April 1880 in Berlin) war ein deutscher Philosoph. 

## Leben
Friedrich Harms studierte Medizin, Naturwissenschaften und Philosophie bei Heinrich Ritter und Heinrich Moritz Chalybäus, von denen der erstere nachhaltigen Einfluss auf ihn übte, habilitierte sich 1842 als Privatdozent in Kiel, wurde 1848 zum außerordentlichen, 1858 zum ordentlichen Professor an der philosophischen Fakultät in Kiel und 1867 als ordentlicher Professor der Philosophie nach Berlin berufen (seit 1873 auch Mitglied der königlichen Akademie der Wissenschaften). Während seines Studiums wurde er Mitglied der Burschenschaft Teutonia zu Kiel.

## Werke
- Der Anthropologismus in der Entwickelung der Philosophie seit Kant und Ludwig Feuerbachs Anthroposophie. Wigand Leipzig 1852. (Digitalisat)
- Prolegomena zur Philosophie. Schwetschke, Braunschweig 1852. (Digitalisat)
- Johann Gottlieb Fichte. Homann, Kiel 1862. (Digitalisat)
- Die Philosophie Fichtes nach ihrer geschichtlichen Stellung und ihrer Bedeutung. Homann, Kiel 1862. (Digitalisat)
- Abhandlungen zur systematischen Philosophie. Hertz, Berlin 1868 (Digitalisat)
- Zur Erinnerung an Hegels 100jährigen Geburtstag. Vogt, Berlin 1871. (Digitalisat)
- Arthur Schopenhauers Philosophie. Hertz, Berlin 1874. (Digitalisat)
- Über den Begriff der Psychologie. Vogt, Berlin 1874. (Digitalisat)
- Zur Reform der Logik. Vogt, Berlin 1874. (Digitalisat)
- Über die Lehre von Friedrich Heinrich Jacobi. Vogt, Berlin 1876 (Digitalisat)
- Über den Begriff der Wahrheit. Akademie der Wissenschaften, Berlin 1877. (Digitalisat)
- Die Philosophie seit Kant. Grieben, Berlin 1876. (Digitalisat)
- Geschichte der Psychologie. Hofmann, Berlin 1879.
- Die Formen der Ethik. Dümmler, Berlin 1878. (Digitalisat)
- Geschichte der Logik. Hofmann, Berlin 1881. (Digitalisat)
- Naturphilosophie (1895) Herausgegeben von Heinrich Wiese.

Aus seinem Nachlass gab Wiese heraus: Metaphysik (Breslau 1885); Methode des akademischen Studiums (Leipzig 1885); Naturphilosophie (1885); Logik (Leipzig 1886); Begriff, Formen und Grundlegung der Rechtsphilosophie (1889); Ethik (1889) und Psychologie (1897).